# Aucklandella wellingtoni
Aucklandella wellingtoni är en stekelart som först beskrevs av Cameron 1901.  Aucklandella wellingtoni ingår i släktet Aucklandella och familjen brokparasitsteklar. Inga underarter finns listade.